# Добрава при Коњицах
Добрава при Коњицах (словен. Dobrava pri Konjicah) је насељено место у општини Словенске Коњице, Савињска регија, Словенија.

## Историја
До територијалне реорганизације у Словенији била је у саставу старе општине Словенске Коњице.

## Становништво
У попису становништва из 2011. године, Добрава при Коњицах је имала 88 становника.
| Број становника према пописима | Број становника према пописима | Број становника према пописима |
| ------------------------------ | ------------------------------ | ------------------------------ |
| 1991                           | 2002                           | 2011                           |
| 321                            | 87                             | 88                             |

Напомена: До 1953. исказивано под именом Добрава. Године 1994. смањена за део насеља који је спојен са делом издвојеним из насеља Габровље у ново самостално насеље Добровље (Зрече).